# ناثانيل إم. هابارد
ناثانيل إم. هابارد (بالإنجليزية: Nathaniel M. Hubbard)‏ هو محامي أمريكي، ولد في 1829، وتوفي في 1902.